# Der Gentleman-Killer
Der Gentleman-Killer ist ein US-amerikanischer Kriminalfilm aus dem Jahre 1942 von Fred Zinnemann mit Van Heflin in der Hauptrolle.

## Handlung
Der ehrgeizige, junge und skrupellose Anwalt Gerald Latimer hilft dabei, dass Bürgermeisterkandidat Daniels und der Distriktsanwalt-Kandidat Turnely in ihre Ämter gewählt werden, um mit ihnen das Verbrecherunwesen in ihrer Stadt auszurotten. Die Gewählten können nicht ahnen, dass Latimer in Wahrheit auf der Lohnliste von Gangsterboss Matty steht. Dieser erhofft sich, mit Daniels und Turnely Latimer auf den erhofften Senatorenposten in Washington zu hieven, um von dort aus eine Politik zu betreiben, die Matty von Nutzen sein wird. Bald zeigt sich Turnely nicht so kooperativ wie erhofft, und Matty und Latimer beschließen, ihn zu beseitigen. Als Latimer dazu auserkoren wird, Sonderankläger zu werden, bekommt er ausgerechnet den Mordfall Turnely in seine Hände und kann nunmehr von seinem neuen Posten alles versuchen, die zu ihm führenden Spuren zu vertuschen. Doch er hat nicht mit seinem Freund, dem gewieften Forensiker Gordon McKay, und dessen Assistentin Jane Mitchell gerechnet, die sich in ihrer Arbeit nicht behindern lassen und sogar die Identität des Killers (wenngleich noch nicht dessen Namen) ermitteln. Der wiederum stirbt bei seinem Versuch, sich der Verhaftung zu entziehen.
Gastwirt Eddie Wright hat die Nase voll, er will nicht länger von den Gangstern und Schutzgelderpressern der Stadt drangsaliert werden. Aus diesem Grunde begibt er sich eines Tages zum Büro des Bürgermeisters und bietet seine Hilfe beim Kampf gegen das Verbrecherunwesen an. Da die Polizei ihn für einen Landstreicher hält, nimmt sie ihn nicht für voll, dafür vorübergehend in Gewahrsam und befragt ihn. Derweil nimmt der neue Bürgermeister seinen Job ernster als erwartet und grillt seinen einstigen Förderer Latimer bezüglich einer Versicherungspolice über eine sehr hohe Summe, von der er wissen möchte, woher Latimer das Geld dafür habe. Gerald macht sich daraufhin Sorgen, ob der Bürgermeister nun ernsthaft seinen Verflechtungen mit dem Unterweltmob auf die Spuren kommen möchte und platziert daraufhin eine Bombe unter dessen Auto, um den lästigen Spitzenpolitiker loszuwerden. Die Polizei verdächtigt prompt den gänzlich unschuldigen Eddie, mit dem Anschlag etwas zu tun zu haben und befördert ihn hinter Gitter. Gordon McKay hat trotz einiger Spuren, die auf Eddies Täterschaft hinweisen, so seine Zweifel bezüglich dessen Schuld und betreibt auf eigene Faust geheime Untersuchungen, obwohl Sonderermittler Latimer die Einkerkerung Eddies und dessen Anklage wegen Mordes betreibt.
Gerald Latimer hält sich nun recht oft in McKays Labor auf, um dem Gerichtsmediziner auf die Finger zu schauen. Dabei bändelt er auch mit Jane an und bittet sie eines Tages sogar um ihre Hand. Jane lehnt ab und kündigt daraufhin an, ihren Job zu verlassen, wenn dieser Fall abgeschlossen sei. Dennoch gibt sie Latimer einen Wissensvorsprung ihres Chefs Gordon preis: der Bombenattentäter müsse Sprengpulver unter seinen Fingernägeln haben. Daraufhin wäscht sich Gerald intensiv die Hände, doch Gordon ist dem Täter bereits auf der Spur. Im Büro des verstorbenen Bürgermeisters findet er einen Hinweis auf Latimers Täterschaft. Gordon McKay ahnt, dass Gerald Latimer in beide Morde verstrickt sein könnte und gelangt durch einen Trick in den Besitz einer Haarprobe des mutmaßlichen Verbrechers.
Gordon vertraut sich seiner Assistentin an und verrät Jane, dass er den Täter gefunden habe, verrät ihr aber nicht seinen Namen. Jane trägt Gerald diese Nachricht bei beider nächsten Begegnung zu und zeigt sich nunmehr auch bereit, demnächst dessen Frau zu werden. Gerald muss nun eine Entscheidung treffen. Und er entscheidet sich, seinen Freund Gordon McKay als dritten Mann, der ihm gefährlich werden könnte, zu töten. Gerald arrangiert ein Treffen mit Gangsterboss Matty und überlässt Jane seine Autoschlüssel, damit diese allein nach Hause fahren könne. Jane will gerade losfahren, da erkennt sie am Schlüsselbund einen Zigarrenschneider … und plötzlich kommt ihr ein schrecklicher Verdacht: Könnte dieser als Fernzündung für die Autobombe benutzt worden sein? Jane begibt sich sofort ins Labor und untersucht Latimers Schlüsselbund mit dem Zigarrenschneider auf Spuren explosiven Materials. Matty übergibt derweil Gerald einen Revolver, um damit Gordon umzubringen. Im Büro McKays bedroht er seinen alten Freund mit dieser Waffe und fordert McKay auf, ihm die beweislastige Haarprobe herauszurücken. Vom Labor her hört Jane die lauten Stimmen der sich streitenden Männer. Sie eilt dorthin und bekommt mit, wie Latimer vor McKay die beiden Mordanschläge zugibt. In einem kurzen Zweikampf nimmt McKay Latimers „Kanone“ ab. Wenig später kommt auch schon die Polizei und nimmt erst Gerald, dann Matty fest. Gordon erkennt, dass er Jane liebt, und diese nimmt seinen nachfolgenden Antrag an.

## Produktionsnotizen
Der Gentleman-Killer entstand zum Jahresbeginn 1942 und wurde in New York erstmals am 17. April 1942 gezeigt. Die Kosten dieses B-Pictures beliefen sich auf 199.000 Dollar, die Einnahmen betrugen rund 550.000 Dollar. Damit galt der Streifen als Kassenerfolg. Am 11. Oktober 1986 lief dieser Film, der nie in deutschen Kinos gezeigt wurde, in der ARD an.
Die Filmbauten entwarf Cedric Gibbons, Randall Duell stand ihm zur Seite. Die Ausstattung besorgte Edwin B. Willis. Douglas Shearer war Cheftontechniker.

## Kritiken
„Herr Zinnemann kommt von Metros Kurzfilmabteilung und er muss dort irgendetwas gelernt haben. Aus einer Routinegeschichte von einer Schlacht zwischen einer Stadtverwaltung und einem Verbrechersyndikat hat er einen Film gemacht, der geradeaus, kompakt und straff wie eine Trommel ist. (…) Van Heflin absolviert einen weiteren soliden Auftritt als der apathische, angenehme junge Wissenschaftler; obgleich sein blasses Lächeln und seine trockene gedehnte Sprechweise dazu führt, ihn auf einen bestimmten Typus festzusetzen, kann er doch einen Charakter mit Intelligenz darstellen. Marsha Hunt ist ein fähiger Gegenentwurf zu ihm als seine ‚Labor‘-Assistentin und auch die anderen in der Besetzung spielen ihre Rollen mit einiger Befähigung. Tatsächlich ist mit Kid Glove Killer auf seinem bescheidenen Level eine in jeder Hinsicht ausgezeichnete Arbeit gelungen.“

„Kriminalfilm mit überraschenden komödiantischen Elementen. Regisseur Fred Zinnemann entwickelte in seiner ersten Filmarbeit aus einer Dutzendgeschichte einen straff inszenierten dramatischen Krimi mit moralischer Fragestellung.“

„Professionell gemachter Polizeithriller wie man ihn heute Fernsehen handhaben würde.“

„Solider B-Film.“